# Jørgen Rosenbæk Jørgensen
Jørgen Rosenbæk Jørgensen (født 2. juni 1955 - august 2017) var en dansk livstidsdømt morder og tidligere pusher, som 24. oktober 1980 i en blodrus med 24 knivstik dræbte den 22-årige prostituerede Michelle Andersson i Grøndalsparken på Frederiksberg. Michelle Andersson, som var tidligere såkaldt Spies-pige, var begyndt at sladre til politiet om det københavnske narko-miljø og kriminalpolitiets efterforskning viste, at narkobagmanden John Walther Rasch havde betalt Jørgensen knap 200.000 kr for at udføre drabet.
Østre Landsret kendte den 2. april 1982 Jørgen Rosenbæk Jørgensen skyldig i drabet på Michelle Andersson og John Walther Rasch skyldig i at have bestilt lejemordet og begge idømtes livsvarigt fængsel.
Efter Rasch's død under afsoningen blev Jørgen Rosenbæk Jørgensen 22. februar 1995 benådet med en prøvetid på 5 år.
Efter knap 3 år på fri fod begik han i oktober 1997 væbnet røveri af særlig farlig karakter mod en 78-årig kvinde på Østerbro, så Østre Landsret 23. februar 1998 dømte ham skyldig i overtrædelse af prøvetidsbestemmelserne og genindsatte ham til afsoning af den tidligere livstidsdom.
Jørgen Rosenbæk Jørgensen afsonede i Vridsløselille Statsfængsel og blev i november 2001 tilbudt udslusning på en af Kriminalforsorgens pensioner ved Herning.

## Eksterne links
- Drabssager - 1980 Arkiveret 9. juni 2012 hos  Wayback Machine - drabssageridanmark.beboer2650.dk
- Tro bag tremmer - Kristeligt Dagblad 7. december 2000
- Lejemorder vil bo i kloster - Ekstra Bladet 20. november 2001
- Dømt til livstid: 1977-1997 Arkiveret 9. januar 2012 hos  Wayback Machine - BT 1. januar 2012